# Suomen Joutsen (schip, 1902)
De Suomen Joutsen is een stalen volschip met drie dwarsgetuigde masten.
Het schip werd in 1902 door Chantiers de Penhoët in Frankrijk gebouwd. De oorspronkelijke naam was Laënnec. Onder Duitse vlag werd het hernoemd naar Oldenburg.
In 1930 werd het door de Finse overheid overgekocht om als schoolschip te dienen, vervolgens was het vanaf 1961 een zeemansschool voor de Finse koopvaardij. Het kreeg de naam Suomen Joutsen, wat Finse Zwaan betekent. In 1991 werd het schip aan de gemeente overgedragen en het fungeert tegenwoordig als museumschip behorend bij het Forum Marinum in de haven van Turku.